# واحیب‌رع ایبیائو
واحیب‌رع ایبیائو شاهی در دودمان سیزدهم مصر باستان بود که بر پایه پاپیروس تورین برای ۱۰ سال و ۸ ماه و ۲۹ روز فرمانروایی کرد. اطلاعات چندانی از او در دست نیست و تنها چند مهر و یک سنگ یادبود از یکی از زیردستان او که نام شاه را در بر دارد، از او پیدا شده‌اند. بخشی از یک ظرف سفالین منقش به نام او نیز در لاهون پیدا شده. 